# AS新索戈尔
AS新索戈尔（AS New Soger）是一支位于民主刚果卢本巴希的足球俱乐部，（页面存档备份，存于）目前为民主刚果最高级别联赛刚果民主共和国足球甲级联赛球队。